# 有本紀明
有本 紀明（ありもと としあき、1940年 - ）は、日本のスペイン文学者、翻訳家。

## 経歴
1940年に兵庫県神戸市に生まれた。1964年に大阪外国語大学イスパニア語科を卒業した。1972年、スペインのナバーラ大学大学院博士課程を修了し、文学博士を授与された。その後は天理大学助教授や教授、中京大学教授を務め、2011年に定年で退任した。

## 著書
- 『スペイン・聖と俗』（日本放送出版協会、NHKブックス） 1983
- 『メキシコに翔ける メキシコ教会初代会長・高根品子の90年』（天理教道友社） 1989
- 『闘牛 スペイン生の芸術』（講談社選書メチエ） 1996
- 『フラメンコのすべて』（講談社） 2009

### 共編
- 『和西辞典 改訂版』（エクトル・フローレス, 布施温, 寺崎英樹共編、白水社） 2001

## 翻訳
- 『スペイン文学史』（ホセ・ガルシア・ロペス、東谷穎人共訳、白水社） 1976
- 『パスクアル・ドゥアルテの家族』（カミロ・ホセ・セラ、講談社） 1989
- 『ラ・アルカリアへの旅』（カミロ・ホセ・セラ、講談社） 1991
- 『ラサリーリョ・デ・トルメスの新しい遍歴』（カミロ・ホセ・セラ、講談社） 1992
- 『二人の死者のためのマズルカ』（カミロ・ホセ・セラ、講談社） 1998
- 『白い心臓』（ハビエル・マリアス、講談社） 2001